# Christian Schøller (1804-1888)
 Der er flere personer med dette navn, se Christian Schøller.
Christian Schøller (17. marts 1804 i Slagelse – 9. juli 1888 på Frederiksberg) var en dansk officer, far til Knud Schøller.
Han var søn af sekondritmester Christian Schøller (1760-1832) og Vibeke Marie Falkenskiold (1778-1831) og fik sekondløjtnants anciennitet 1823, var page hos kongen fra 1823 til 1824, blev samme år sekondløjtnant ved 1. Livregiment og 1834 premierløjtnant. Allerede 1835 blev han kaptajn og regimentskvartermester i samme regiment, 1842 regnskabsfører ved 1. Linjeinfanteribataljon og var fra 1845 til 1874 inspektør ved Garnisonshospitalet (fra 1868 som overintendant). 18. september 1846 blev han Ridder af Dannebrogordenen og 1849 steg han til major og blev 6. oktober 1851 Dannebrogsmand.
Schøller blev 1862 oberstløjtnant og 1866 oberst à la suite i Arméen, 12. juni 1874 Kommandør af 2. grad af Dannebrog. Han var fra 1848 til sin død (ved et ulykkestilfælde) chef for den vestindiske hvervning.
Han blev gift 17. februar 1843 med Mette Margrethe Poulsen (20. september 1824 - 14. september 1880 i København), datter af oberstløjtnant J.M. Poulsen.